# Latua pubiflora
Latua pubiflora (Griseb.) Baill. – gatunek z monotypowego rodzaju roślin Latua z rodziny psiankowatych. Zasięg gatunku obejmuje południowe Chile w Ameryce Południowej, gdzie gatunek rośnie w górach nadbrzeżnych od miasta Valdivia po wyspę Chiloé.
Roślina o właściwościach toksycznych i narkotycznych, powoduje trwałe zaburzenia psychiczne i zatrucia śmiertelne. Używana była do trucia ryb.
Naukowa nazwa rodzajowa utworzona została z nazwy lokalnej stosowanej przez Mapuczów, która w ich języku mapudungun brzmi latue i oznacza „drzewo śmierci”. To samo znaczy lokalna nazwa hiszpańska – palo mato, alternatywna nazwa palo de bruja oznacza „drzewo czarownic”.

## Morfologia

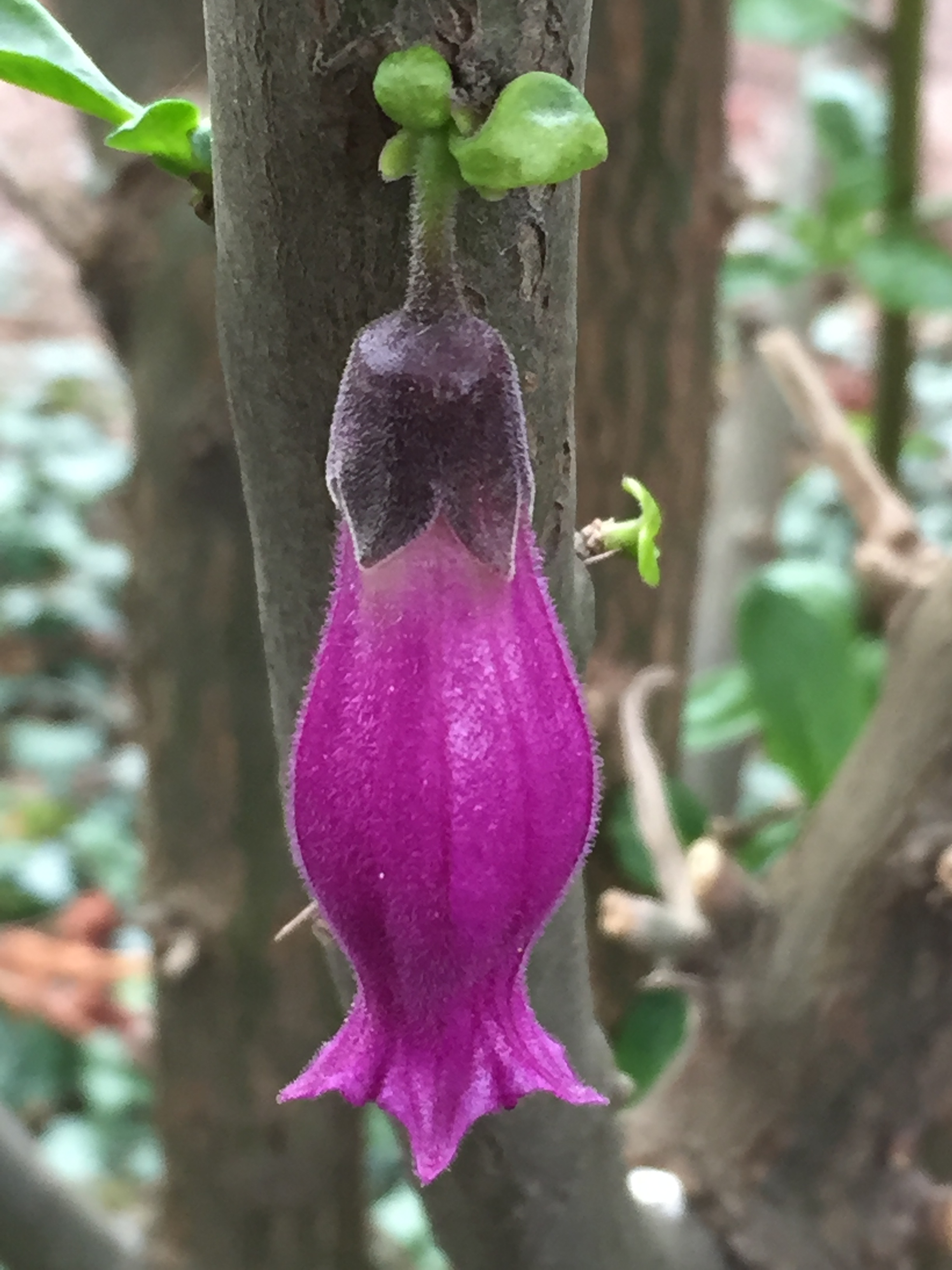
Kwiat

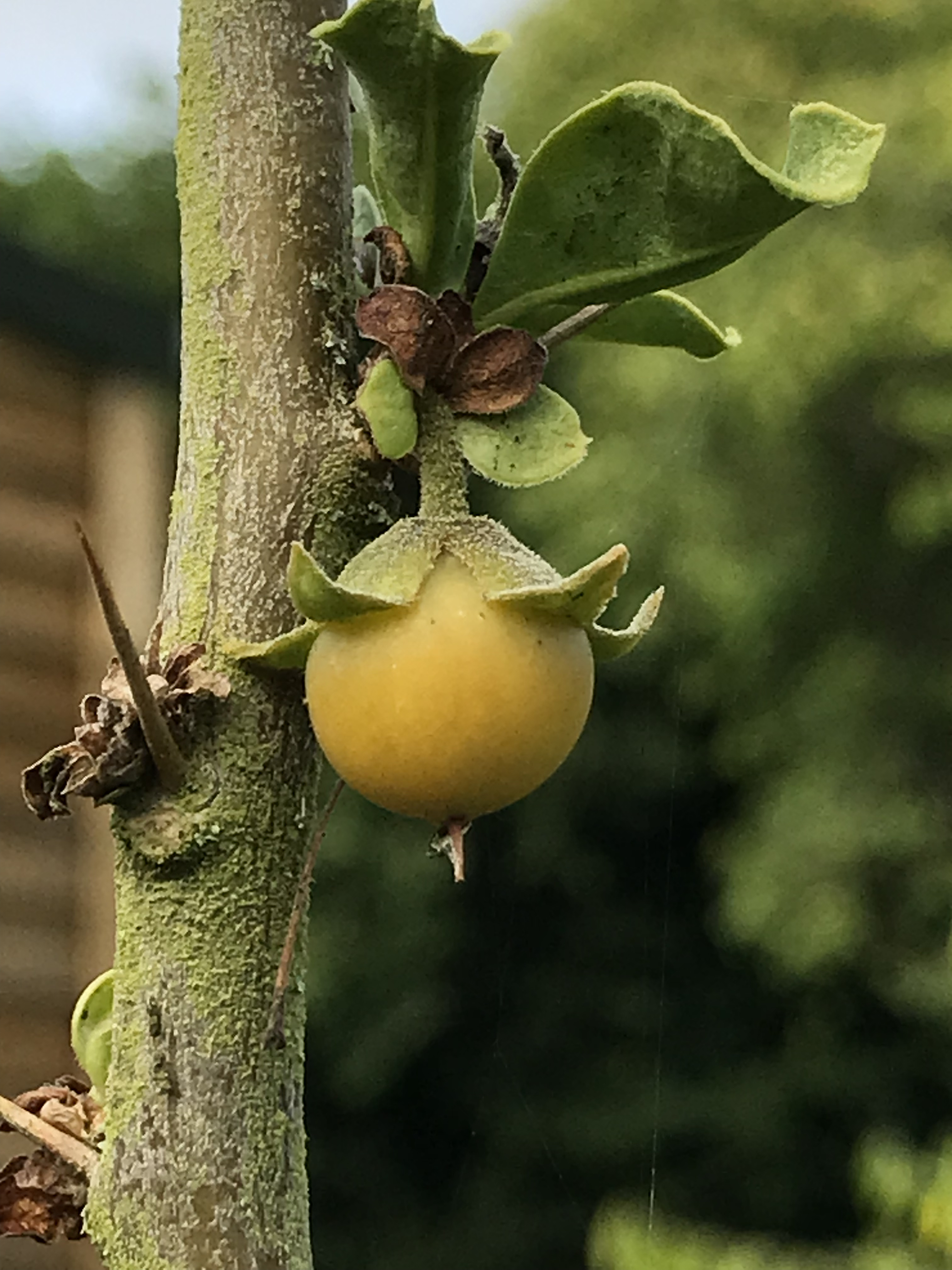
Owoc

PokrójKrzew lub drzewo osiągające od 2 do 10 m wysokości, z jednym lub kilkoma pniami o średnicy do 25 cm. Korowina cienka, pękająca podłużnie, barwy czerwonawej do szarobrązowej. Młode pędy pokryte żółtobrązowym omszeniem. Z kątów liści wyrastają ciernie o długości do 2 cm, będące zredukowanym odgałęzieniem pędu i często z ich nasady wyrasta drobny liść.
LiścieSkrętoległe, bez przylistków, krótkoogonkowe, wyrastają w odstępach na długopędach i gęsto skupione na krótkopędach. Są pojedyncze, o blaszce eliptycznej do lancetowatej, całobrzegiej, zaostrzonej na wierzchołku i zbiegającej ku nasadzie. Osiągają od 3,5 do 12 cm długości i do 4 cm szerokości. Są lekko omszałe do nagich, jasno- lub ciemnozielone od góry i jasnozielone od dołu.
KwiatyWyrastają pojedynczo na omszałych szypułkach u nasady cierni z kątów liści. Kielich dzwonkowaty, do 1 cm długości, trwały i powiększający się w czasie owocowania, z 5 trójkątnymi ząbkami na szczycie, omszały. Korona ma kształt urnowaty, osiąga 4 cm długości i 1,5 cm średnicy, zakończona jest odgiętymi łatkami o długości ok. 5 mm. Ma kolor magenta lub czerwonofioletowy, w różnych odcieniach tych barw. Pręcików jest 5, o długich nitkach, w efekcie wystają nieco z rurki korony. Nitki pręcików mają nierówną długość. Zalążnia jest górna, dwukomorowa, z licznymi zalążkami w każdej z komór. Słupek pojedynczy, smukły, długości korony, zakończony lekko dwudzielnym, jasnozielonym znamieniem.
OwoceKulista, mięsista jagoda o średnicy 2 cm, barwy od jasnozielonej do żółtej. Zawiera liczne nasiona o średnicy ok. 2 mm, nerkowate, poza tym też nieco nieregularnego kształtu.

## Biologia i ekologia
Gatunek pierwotnie występował w lasach, zwłaszcza w lukach i na ich skrajach, na górskich stokach na rzędnych od 300 do 900 m n.p.m. Często obecny jest w lasach wtórnych. Ponieważ w zasięgu gatunku wiele powierzchni pierwotnie leśnych zajęły pastwiska i pola uprawne, utrzymuje się także na przydrożach i w zaroślach wśród pól. W zbiorowiskach leśnych rośnie zwykle w towarzystwie roślin z rodzajów: eukryfia Eucryphia, Laurelia i Chusquea. W miejscach otwartych rozrasta się za pomocą odrostów. W północnej części zasięgu kwitnie na początku pory deszczowej w październiku i owoce dojrzewają wówczas około lutego. W południowej części zasięgu sezonowość opadów jest słabiej zaznaczona i tu kwitnienie w marcu i lipcu. Kwiaty zapylane są przez ptaki kolibrowate.
Roślina zawiera alkaloidy – głównie atropinę, hioscyjaminę i w mniejszych ilościach skopolaminę.

## Systematyka
Pozycja systematyczna
Gatunek z monotypowego rodzaju z rodziny psiankowatych (Solanaceae). W obrębie rodziny klasyfikowany do podrodziny Solanoideae, ale jego bliższe pokrewieństwo i przynależność do plemion jest niejasne (zaliczany jest do taksonów incertae sedis w obrębie podrodziny).

## Zastosowania
Gatunek jest uważany przez miejscową ludność za roślinę magiczną i był wykorzystywany w rytuałach szamańskich. Szamani, wśród Mapuczów określani mianem machi, używali jej podczas ceremonii mających na celu komunikację z duchami, wchodzenie w trans lub przewidywanie przyszłości.
Sok z tej rośliny mieszany z sokiem z roślin rodzaju zacierp Drimys wlewany był do wód stojących powodując drętwienie ryb i ułatwiając ich wyławianie.